# Travertin

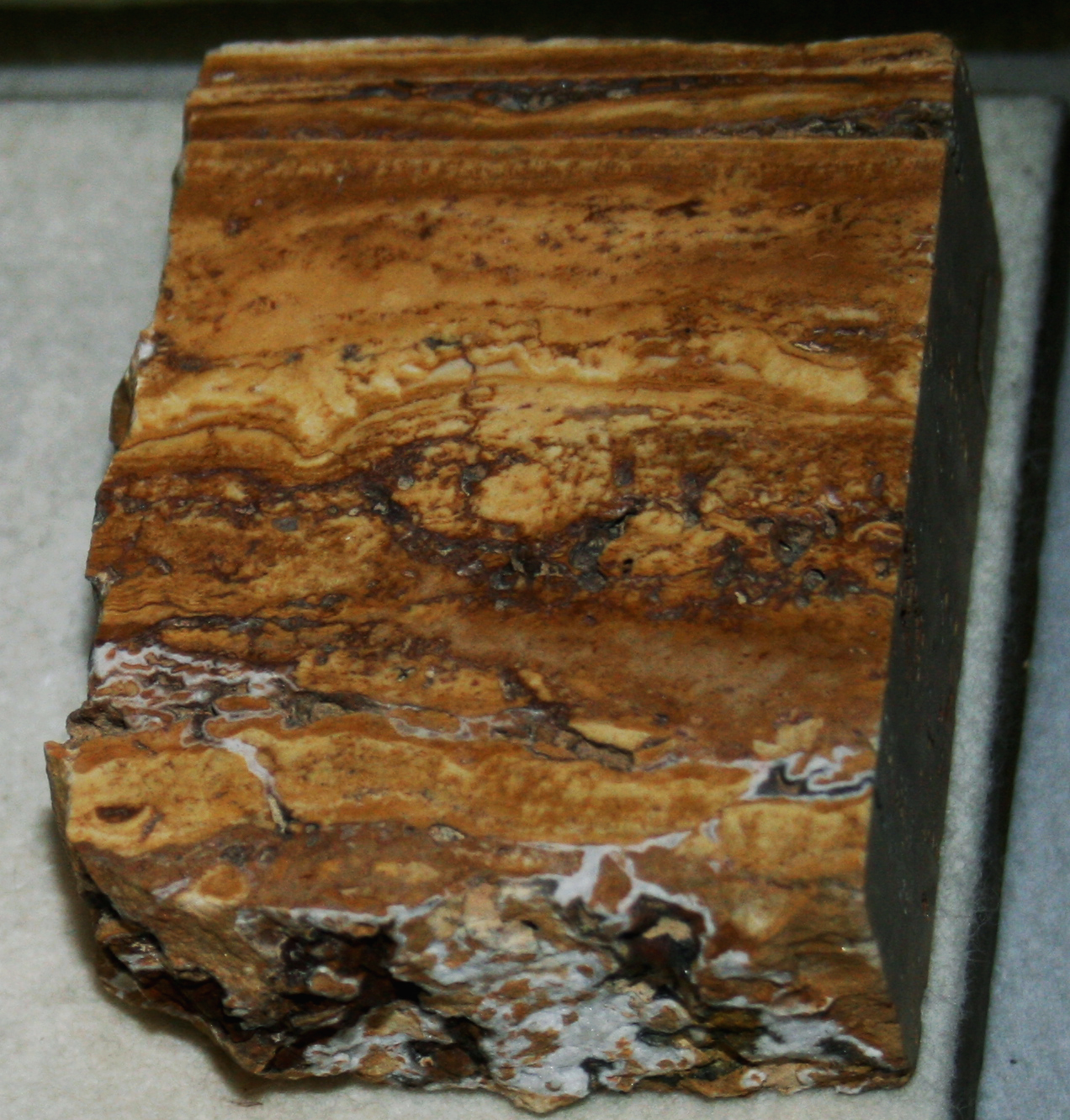
Placă decorativă de travertin

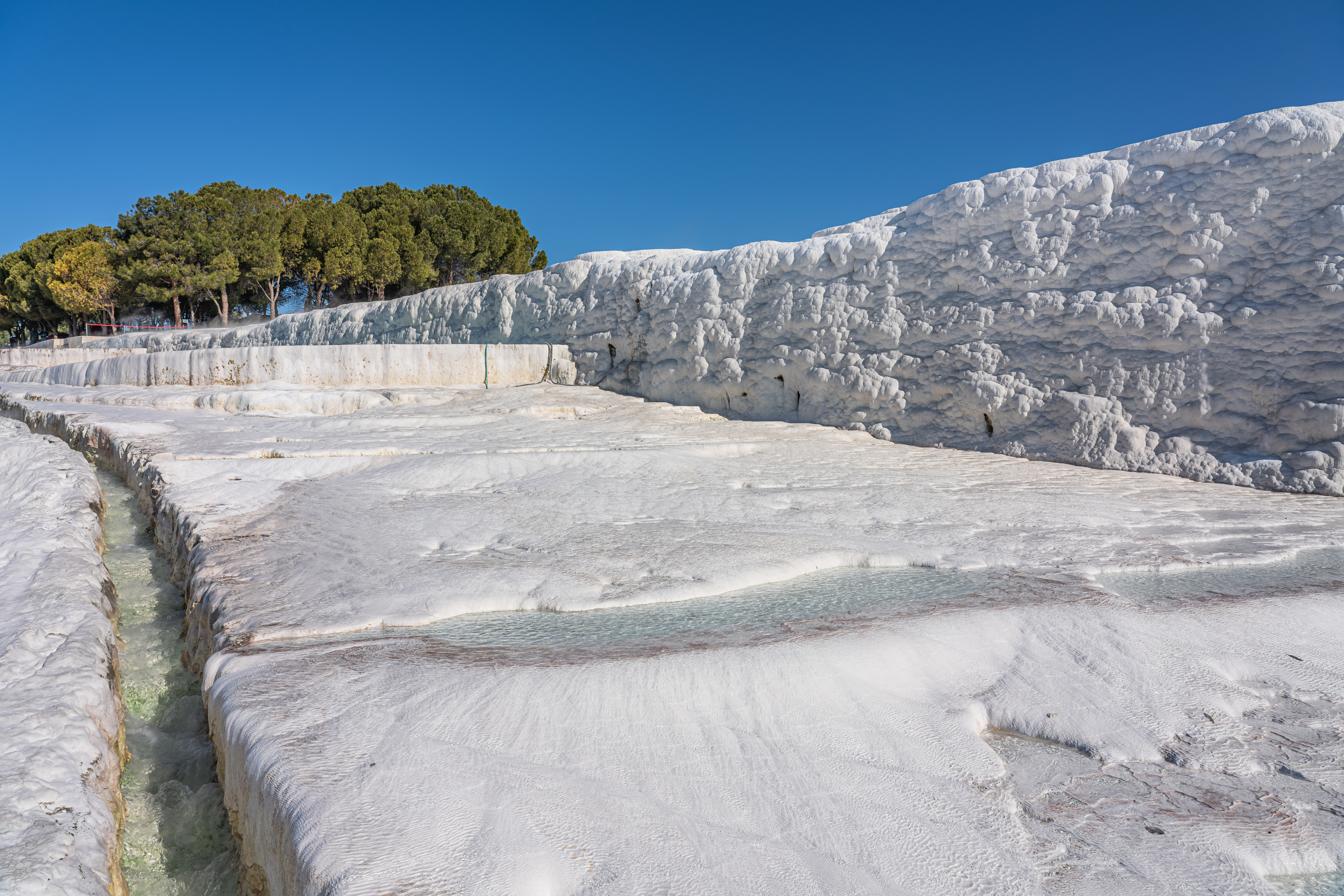
Terase de travertin la Pamukkale în Turcia

Travertin (în italiană travertino) este o rocă sedimentară poroasă de calcar (alcătuită din calcit, calcit slab magnezian și aragonit), care are o culoare gălbuie până la brună. Este o varietate de tuf .

## Generalități
Roca ia naștere la gura unor izvoare termale bicarbonatate care ies din calcare sau traversează roci bogate în carbonați, ioni de carbonat de calciu și bioxid de carbon.
Travertinul se prezintă în două varietăți structurale:
- travertine compacte. Acestea sunt dense și stratificate în bancuri groase (20–40 m) sau în lamine subțiri, milimetrice; sunt albe, alb-gălbui, brune, care alternează în întreaga crustă. Se presupune că stratificarea se datorează depunerii sezoniere, în sensul că vara s-au depus benzile mai groase și deschise la culoare, iar iarna benzile subțiri și închise la culoare. Aceste travertine se mai cunosc și sub denumirile de onyxul peșterilor sau marmură onyx.
- travertine spongioase poroase (denumite și „tufuri calcaroase”). Acestea sunt albe, ușoare și s-au format prin depunerea biochimică provocată de activitatea organismelor acvatice (în special a algelor albastre), care au reținut prin fotosinteză CO2 și au provocat precipitarea carbonaților.

În general, travertinul este poros. Dacă se închid porii cu praf de ciment, prin șlefuire și lustruire travertinul capătă o suprafață la fel de fină ca și marmura.
Travertinul se folosește ca piatră de construcție, la placatul fațadelor, pereților interiori și a pardoselilor sau ca blat de bucătărie sau baie.

## Galerie de imagini

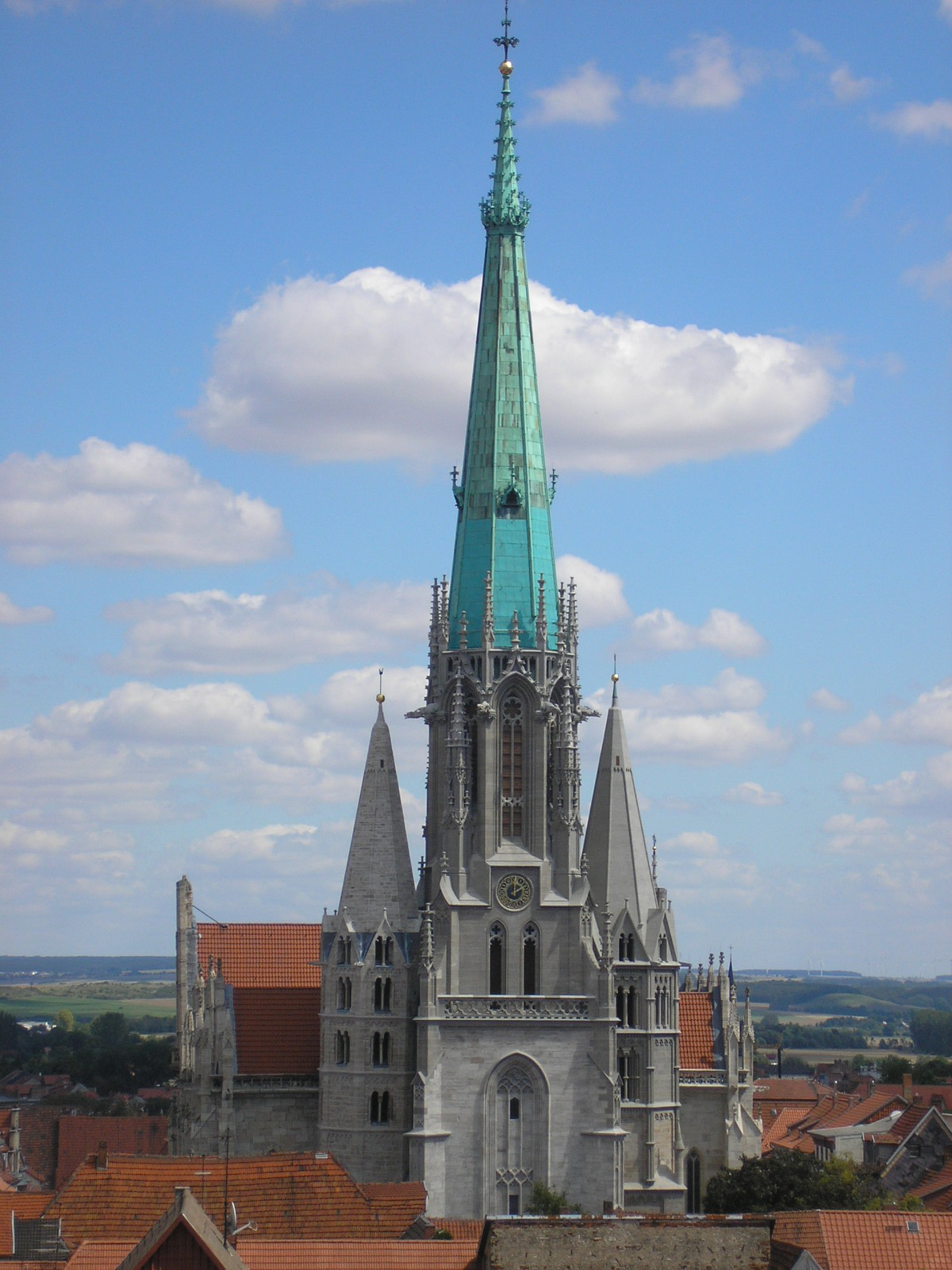
Marienkirche din Mühlhausen/Thüringen
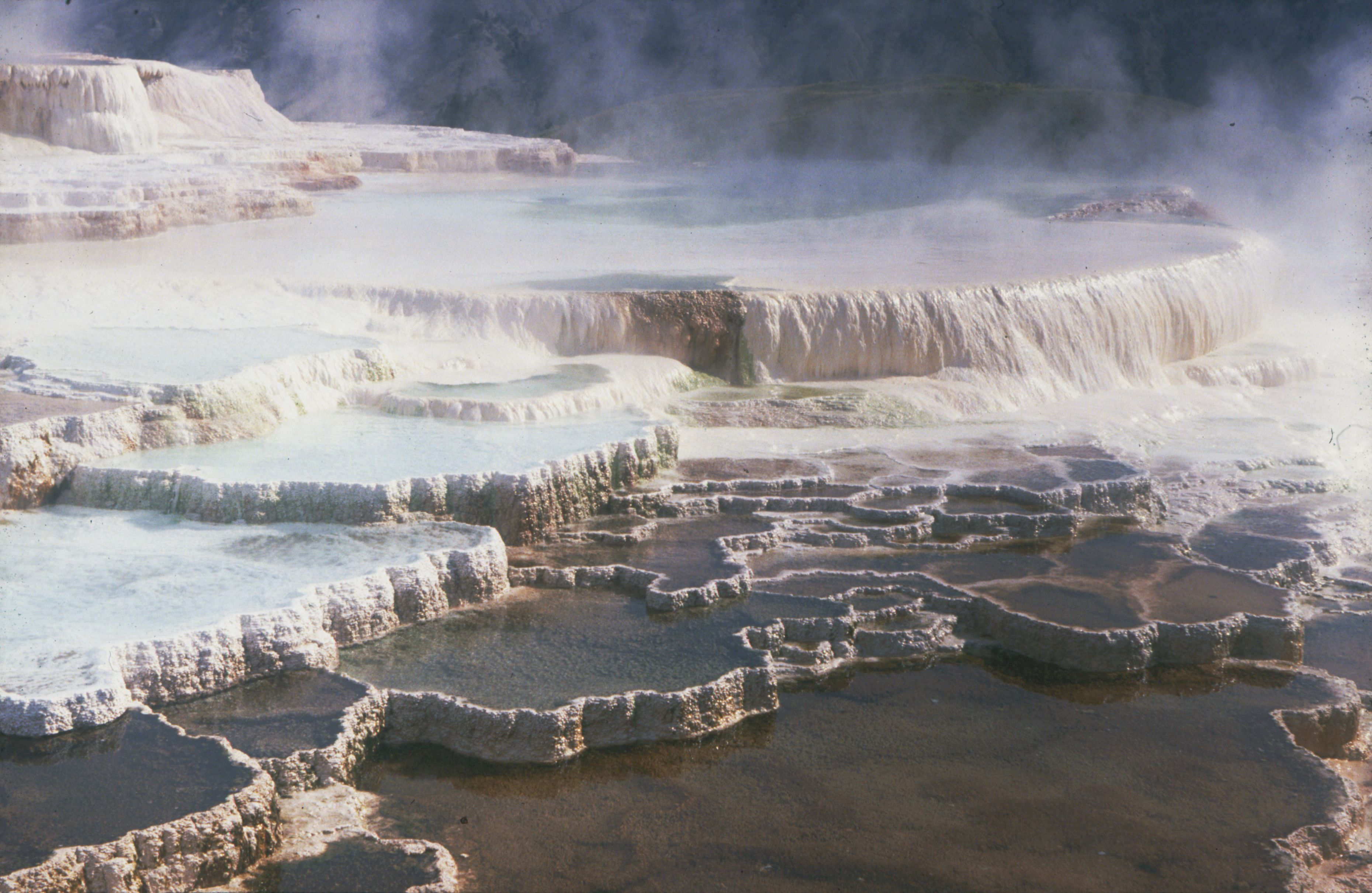
MaMammoth Hot Springs, Yellowstone
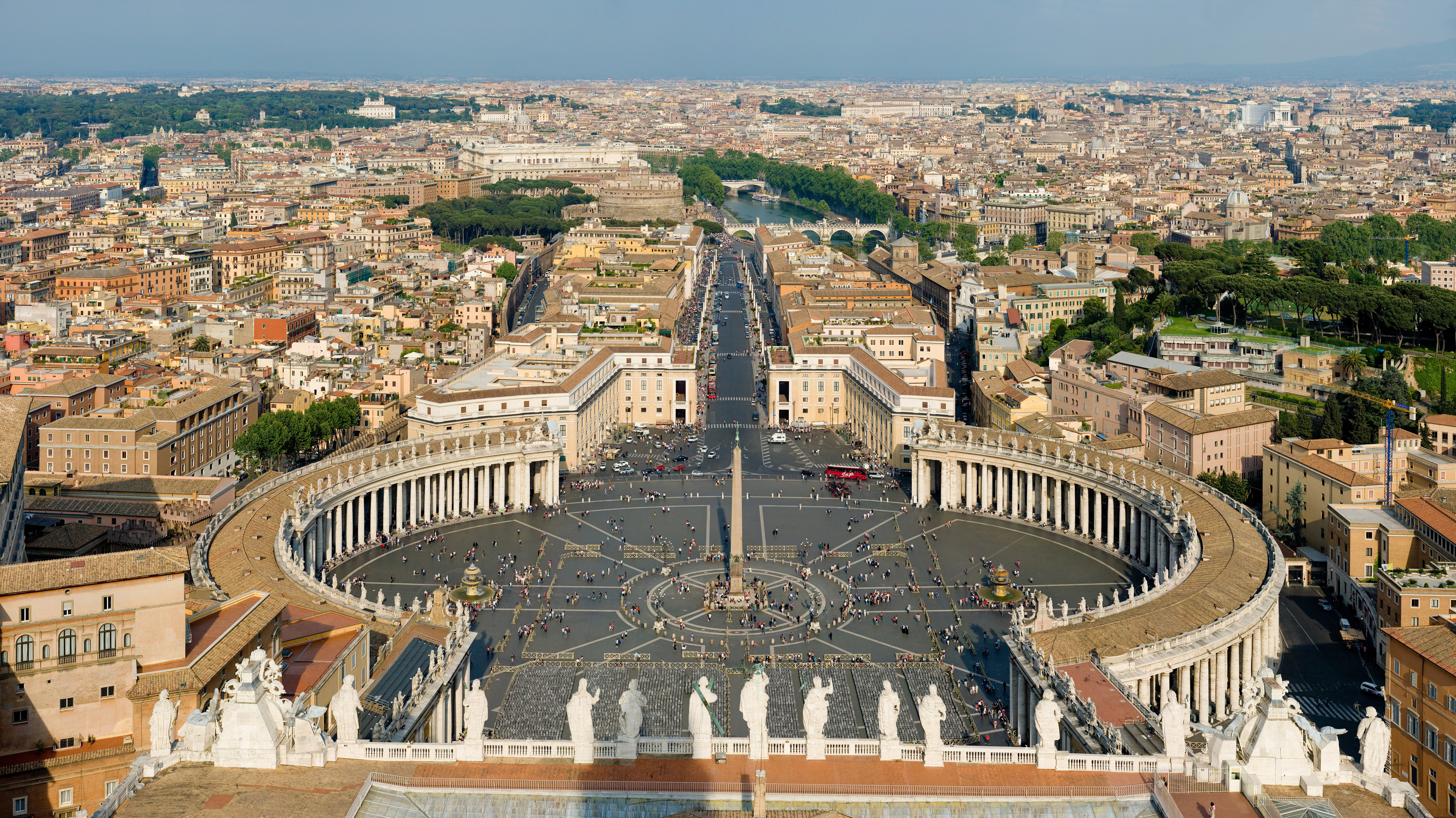
Coloanele din Piața Catedralei Sf.Petru
Cariera de travertin de la Geoagiu